# Maltas fodboldforbund
Malta Football Association (MFA) er Maltas nationale fodboldforbund og dermed det øverste ledelsesorgan for fodbold på øen. Det administrerer de maltesiske fodbolddivisioner og landsholdet og har hovedsæde i Valletta.
Forbundet blev grundlagt i 1900 og blev medlem af FIFA og UEFA i henholdsvis 1959 og 1960.

## Ekstern henvisning
- MFA.com.mt

| Fodbold | Spire Denne artikel om en fodboldorganisation er en spire som bør udbygges. Du er velkommen til at hjælpe Wikipedia ved at udvide den. |